# Bellepop

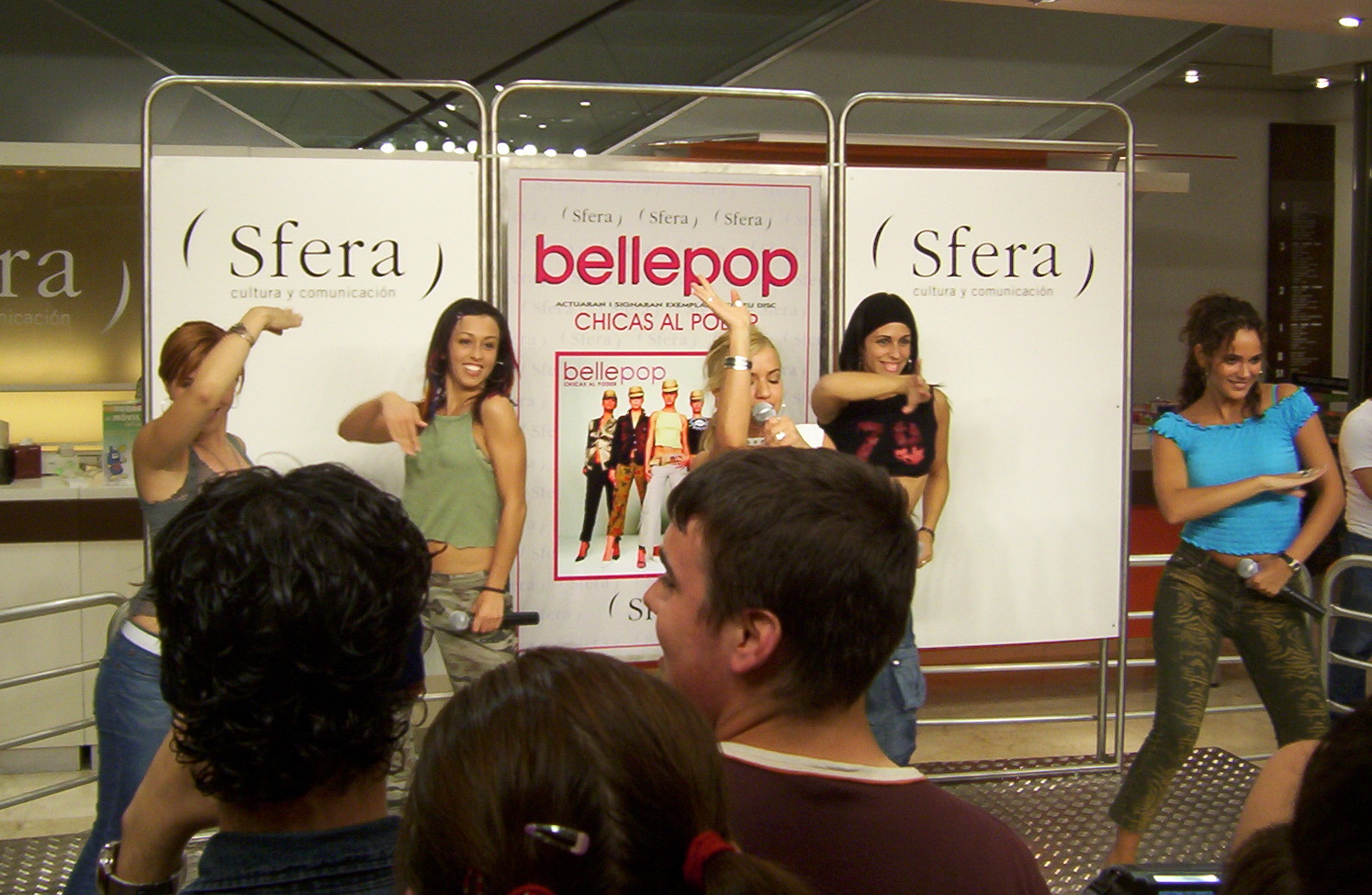
Bellepop promotet ihr erstes Album „Chicas al poder“

Bellepop war eine spanische Popband.

## Geschichte
Bellepop entstand in der zweiten Jahreshälfte 2002 aus der spanischen Version des Gesangwettbewerbs Popstars, ausgestrahlt vom Sender Telecinco. Die Band bestand aus fünf Sängerinnen.
Die Auflösung von Bellepop wurde im Mai 2004 veröffentlicht, nachdem im Januar 2004 Elisabeth Jordán Cañavete als Erste die Band verlassen hatte. Ein geplantes zweites Album ist nicht mehr erschienen.

## Mitglieder
- Elisabeth Jordán Cañavete (* 26. August 1983 in Cartagena)
- Davinia Arquero Estévez (* 24. Dezember 1982 in Motril, Provinz Granada)
- Carmen Miriam Jiménez Rivas (* 29. April 1982 in Ceuta)
- Marta Mansilla Sánchez (* 15. Oktober 1981 in Córdoba)
- Norma Álvarez Troyano (* 4. März 1982 in Valencia)

## Trivia
- Elisabeth Jordán Cañavete hatte 2005 mehrere Auftritte beim spanischen Fernsehsender Antena 3. Als Tania spielte sie in zwei Episoden der TV-Serie Un paso adelante mit. Als Sängerin Ely verstärkt sie seitdem die Band Upa Dance.
- Von Davinia Arquero Estévez gab es 2001 das Album Davinia. Mit Volver a ser erschien 2005 ein weiteres Solo-Album von ihr.
- Carmen Miriam Jiménez Rivas war 2001 zur Miss Ceuta gewählt worden.

## Diskografie
- Chicas al poder (Album, erster Verkaufstag: 4. November 2002, ES: Gold)[1]
- Chicas al poder - Edición Especial (Album + DVD, erster Verkaufstag: 13. Mai 2003. Die CD ist um fünf Alternativ-Tracks ergänzt. Die 28-minütige DVD enthält ein sogenanntes geheimes Tagebuch, ein Making-of und die drei Videoclips Chicas al Poder, La vida que va und Si pides más.)